# شیمی آماری
شیمی آماری یا شیمیومتری (به فرانسوی: Chimiométrie) یا کمومتریکس (به انگلیسی: Chemometrics)، کاربرد علوم آمار، رایانه، ریاضی و گرافیک برای درک بهتر داده‌های شیمی  می‌باشد. از روش‌های ذکر شده برای درک بهتر اطلاعات شیمیایی که در آزمایشگاه به‌دست می‌آید؛ استفاده می‌شود، به این صورت که با استفاده از آنالیز داده‌های شیمیایی به‌دست‌آمده اطلاعات مفید استخراج می‌شود با توجه به این اطلاعات می‌توان آزمایش‌های مورد نظر با بازدهی بهتر را طراحی کرد. کاربرد روش‌های ریاضی در شیمی سابقه دیرین دارد ولی با توجه به پیشرفت علوم رایانه و کاربرد آن در علوم روش‌های شیمی آماری در دهه اخیر پیشرفت بسیار داشته‌است. در این دو دهه روش‌های آماری مختلفی توسط شیمی‌دانان با کمک متخصصین علوم رایانه، ریاضی و آمار ارائه شده‌است. بسیاری از شیمی‌دانان، اسوانت وولد را به عنوان نخستین کسی که این روش‌ها را معرفی کرده‌است نام می‌برند و به او لقب پدر علم شیمی آماری را داده‌اند. آقای وولد در دهه ۶۰ میلادی مقالات بسیاری تحت عنوان معرفی روش‌های ریاضی و کاربرد آن‌ها در شیمی ارائه کرده‌است. سابقه استفاده و مطالعه روش‌های شیمی آماری در ایران حدود ۱۰ سال می‌باشد که در دانشگاه‌های مختلف این مطالعات انجام می‌شود.
پیشرفت شیمی آماری در ایران در دهه اخیر توسط بسیاری از پژوهشگران شیمی تجزیه در دانشگاه‌های مختلف رو به رشد می‌باشد. از دانشگاه‌های فعال در زمینه شیمی آماری در ایران می‌توان دانشگاه‌های صنعتی شریف، دانشگاه تهران، دانشگاه تربیت مدرس، پژوهشگاه شیمی و مهندسی شیمی خواجه نصیر الدین طوسی، دانشگاه رازی، دانشگاه فردوسی مشهد، دانشگاه تحصیلات تکمیلی زنجان، دانشگاه شیراز، دانشگاه آزاد اسلامی اراک، دانشگاه مازندران و دانشگاه شهرکرد را نام برد.